# Aborto en la Región de Murcia
El aborto en Murcia, también conocido como Interrupción voluntaria del embarazo (IVE), es legal. La legislación sobre el aborto se elabora a nivel nacional en España, y el aborto fue despenalizado en 1985, con importantes reformas en 2010. Cada región está a cargo de crear su propio sistema para la implementación de la ley en la sanidad pública, existiendo diferencias de una región a otra.
El aborto ha sido durante mucho tiempo ilegal en España. A pesar de las políticas nacionales, la realidad del acceso a los trámites de IVE ha variado mucho en España de una región a otra, tanto históricamente como en la actualidad. Desde mediados de la década de 1990, ha habido esfuerzos deliberados por parte del gobierno conservador de Murcia liderado por el Partido Popular para limitar el acceso al aborto legal, algo que llegó a un punto crítico con un caso ante el Tribunal Constitucional que en julio de 2023 emitió una decisión en julio relacionada con el tratamiento de una mujer en el Hospital General Universitario Santa Lucía del Servicio Murciano de Salud (SMS) en Cartagena en 2014. El tribunal determinó que se habían violado los derechos fundamentales de la paciente porque el SMS la había obligado a viajar para acceder a un procedimiento legal que no estaban dispuestos a realizar porque todos los médicos eran objetores de conciencia. Unos meses antes, en un caso diferente, el Tribunal Supremo ordenó al SMS pagar a una mujer 335.000 euros porque el Hospital Clínico Universitario Virgen de la Arrixaca no le había informado sobre las anomalías fetales para que pudiera tomar una decisión informada sobre si someterse o no a un aborto legal.
La historia del aborto en Murcia durante el Franquismo supuso persecuciones esporádicas a mujeres por practicar abortos clandestinos, con ocho diligencias previas, y treinta y ocho sumarios de Emergencia, Ordinarios y otros del Título IV de la Ley de Procedimiento Penal por el delito de aborto ocurridos entre 1971 y 1975. En los diez años posteriores a la legalización del aborto, Murcia fue una de las regiones donde el embarazo tenía menos probabilidades de terminar en aborto. A mediados del año 2000, oficialmente no se realizaron trámites de IVE en centros murcianos de salud pública. En su lugar, las mujeres eran derivadas a clínicas privadas, con el consiguiente retraso a la hora de posibilitar el aborto a las pacientes. La Ley 11/2009, de 1 de diciembre fue una ley autonómica impulsada por el Partido Popular y organizaciones católicas para estigmatizar a las mujeres que abortaban e impedir el acceso legal a la IVE. A pesar de los esfuerzos para erosionar el derecho al aborto en Murcia durante la siguiente década, las tasas de aborto en la región aumentaron en parte debido a la falta de educación sexual efectiva. La salud pública también continuó subcontratando los procedimientos a las clínicas privadas de la región. En algunos casos, esto incluyó obligar a las mujeres a viajar más de 450 kilómetros desde sus hogares para realizarse procedimientos de IVE, con el consiguiente riesgo para su salud.

## Contexto nacional
Históricamente, el acceso al aborto en España ha dependido del dominio masculino sobre las mujeres y sus actividades reproductivas. El aborto se ha utilizado como un medio para afirmar el control no sólo sobre los cuerpos y la sexualidad de las mujeres, sino también para hacer cumplir las normas culturales de género y los ideales patriarcales en la sociedad en general. Si bien el aborto se utilizó como forma de control de la natalidad en España en el pasado, demógrafos y sociólogos españoles han dicho que no se utiliza de esa manera en la España contemporánea.
El aborto legal es importante porque reduce las muertes entre mujeres por complicaciones del embarazo y reduce la mortalidad infantil. En España, a mediados de la década de 1970, los abortos ilegales eran una causa importante de muerte entre mujeres de entre quince y cuarenta y nueve años. El control de la natalidad tiene una tasa de mortalidad femenina mucho más baja que los abortos, y es mucho más baja que la mortalidad femenina en España por abortos ilegales.

### Historia nacional
El Liber Iudiciorum fue una recopilación de leyes visigodas del rey Recesvinto que se promulgó en el año 654. Mencionaba el aborto, el infanticidio y el homicidio en el Libro VI. La pena para quienes provocaban abortos era la muerte. En aquella época, los visigodos controlaban casi toda la actual España, Portugal y Ceuta.

La ley en España fue modificada el 24 de enero de 1941 para caracterizar el aborto como un crimen contra el Estado. Esta ley lee en parte: 
“La política demográfica es una de las preocupaciones fundamentales de nuestro Estado. No se concibe una política demográfica eficaz sin abordar el problema de los miles y miles de vidas que se frustran antes de nacer, por maniobras criminales. Así lo dice la experiencia y el asesoramiento de los técnicos a través de Entidades científicas competentes. El estrago harto acusado en tiempos anteriores como consecuencia de un sentido materialista de la vida, adquirieron caracteres de escándalo durante el régimen republicano, agudizándose aún más escandalosamente en aquellas zonas sometidas a la dominación del Frente Popular. El Gobierno, consciente de su responsabilidad, decide combatir el crimen social que el aborto provocado representa y que impide que nazcan muchos miles de españoles anualmente.”
El control de la natalidad fue ilegal en toda España durante el período franquista. En 1975 en España, la tasa de mortalidad femenina durante el embarazo era de 23 por 100.000 mujeres, una tasa similar a la de otros países occidentales industrializados donde el aborto era ilegal. El aborto fue despenalizado en el Código Penal por primera vez en todo el territorio español en 1985 en tres supuestos: por motivos terapéuticos, por motivos eugenésicos y en caso de violación previa denuncia policial. El aborto sólo era legal en estos casos antes de la semana 22, semana 22 y semana 12 respectivamente. La ley de 1985 exigía que cada vez que un centro de salud realizara un aborto, debía informarse al Ministerio de Sanidad. Los datos que se debían reportar incluían la provincia donde se realizó el aborto y la provincia donde residía la mujer que abortó. Si bien el aborto fue despenalizado en 1985, no se convirtió en un servicio ofrecido por la sanidad pública hasta un cambio en la ley en 2010. Como resultado, durante este período entre 1985 y 2010, casi todos los abortos se realizaron en clínicas privadas y el precio por una interrupción voluntaria del embarazo rondaba las 30.000 pesetas.
La Ley de Salud Sexual y Reproductiva y de Interrupción Voluntaria del Embarazo fue reformada en mayo de 2022 de diferentes maneras. Se abordó específicamente la falta de centros, especialmente públicos, que prestaran servicios para la interrupción voluntaria del embarazo, en provincias que no tenían ninguna y exigían que las mujeres de esas provincias viajaran a otras provincias u otras regiones para poder acceder ese servicio. También se quiso proteger a las mujeres que acudían a centros de salud para someterse a procedimientos de IVE del acoso de activistas antiaborto.
En febrero de 2023, el Tribunal Constitucional confirmó la ley de 2010 que permitía a las mujeres abortar mediante petición gratuita durante las primeras catorce semanas de su embarazo. El caso fue llevado originalmente a los tribunales por el Partido Popular en 2010, después de que el PSOE aclarara y liberalizara las leyes sobre el aborto.

### Situación jurídica
La legislación sobre el aborto se modificó en 2010 para permitir a las mujeres abortar libremente hasta la decimocuarta semana de embarazo sin justificación. Desde la semana catorce a la veintiuna, sólo se podrá practicar un aborto si existe una razón médica para ello, como por ejemplo que la madre esté en riesgo. A partir de la semana veintidós, sólo se podrán realizar abortos si se detectan anomalías fetales que sean incompatibles con la vida fuera del útero. Así lo confirmó el Tribunal Constitucional en febrero de 2023.
En España se apoya que los servicios de interrupción voluntaria del embarazo en la sanidad pública sean gratuitos. Esto incluye los servicios prestados en clínicas privadas tras derivaciones de médicos de la sanidad pública. Esto se debe a que estos costes los cubre la sanidad pública autonómica bajo la dirección del Sistema Nacional de Salud de España. Sin embargo, la implementación de las leyes sobre el aborto se deja en gran medida en manos de las regiones y sus organismos de salud.

## Caso Antonia Correa en el Tribunal Constitucional
El 22 de octubre de 2014, Antonia Correa acudió al Hospital General Universitario Santa Lucía de Cartagena con su suegra para hacerse la ecografía de las veinte semanas. Los médicos notaron que algo andaba mal pero no le informaron sobre qué pasaba. En cambio, le dieron a entender que, a pesar de un posible defecto, el embarazo iba bien. Durante este periodo, acudió a un centro sanitario privado de Murcia para realizar sus propias exploraciones, que confirmaron lo peor: que el defecto era una condición congénita llamada agenesia del cuerpo calloso parcial. El 10 de noviembre de 2014 fue citada para una revisión en la Sección de Ginecología del Servicio de Ginecología y Obstetricia del centro donde se encontraban tres ginecólogos. Estos ginecólogos se negaron a confirmar el diagnóstico, ni a explicar que tal diagnóstico era una razón médica que le permitía abortar en esa etapa de su embarazo. Cuando ella y su esposo pidieron información adicional, les hicieron otra ecografía un mes después; los médicos se negaron a aclarar la situación, utilizando una forma de objeción de conciencia velada para negar a Antonia el derecho a tomar su propia decisión. Antonia intentó adelantar la fecha del 20 de noviembre de 2014 para evitar un retraso en la decisión del Comité Clínico, ya que pruebas adicionales habían confirmado un 90% de agenesia. El feto fue diagnosticado con malformaciones cerebrales bilaterales con un "mal" pronóstico neurológico y una probabilidad muy alta de que la condición estuviera asociada con discapacidad intelectual, deterioro motor y ataques epilépticos, lo que llevaría a una dependencia y falta de autonomía de por vida. Antonia logró en ese tiempo que el hospital reconociera el diagnóstico de agenesia del cuerpo calloso parcial y que era elegible para un aborto debido a un defecto fetal grave. El Hospital General Universitario Santa Lucía derivó entonces a Antonia a una clínica privada en Madrid, la Clínica El Bosque, a 450 kilómetros de distancia. La pareja tuvo que utilizar su propio dinero para viajar en coche a Madrid, donde estaba previsto que Antonia, que ahora llevaba veintiséis semanas de embarazo, se sometiera a un aborto. Las objeciones de los médicos a realizar el procedimiento de IVE se produjeron a pesar de que el aborto es legal en los casos de defecto fetal grave desde que se legalizó el aborto en 1985.
Antonia, que hizo el viaje en coche con su marido y sus padres, se ahorró el coste del hotel al alojarse con un familiar en Arganda del Rey. También tuvo que hacer arreglos para que su hermana cuidara a su hijo que entonces tenía cuatro años. En la puerta de la clínica, Antonia se encontró con manifestantes contra el derecho al aborto. El procedimiento que había realizado Antonia implicó primero detener los latidos del corazón del feto y luego inducir el parto. El procedimiento en sí le costó a Antonia 700 €. Debido a que esto ocurrió en una clínica privada y no en un hospital público, no se realizó ninguna autopsia que pudiera haber proporcionado a Antonia información importante relacionada con el intento de tener otro hijo. La clínica El Bosque recomendó a Antonia hacerse un control postparto tras el aborto, pero cuando intentó programar una cita en el Hospital Santa Lucía para el control, el hospital se negó. El Hospital Santa Lucía dijo que acudió a una clínica especializada en abortos y se negaron a brindarle a Antonia tratamiento médico o apoyo psicológico.
Antonia finalmente contrató a Esteffanny Molina, una abogada afiliada a Women's Link Worldwide, para demandar al Servicio Regiónal de Salud de Murcia. Parte de su motivación al llevar el caso a los tribunales fue evitar que otras mujeres tuvieran que pasar por la misma experiencia. El primer paso implicó pasar por todos los trámites administrativos. Posteriormente, Antonia y su abogada acudieron ante el Tribunal Superior de Justicia de Murcia y al Tribunal Supremo de España. En ambos casos, los tribunales determinaron que Antonia no había sufrido ninguna violación de derechos. Así, Antonia y su abogada comparecieron ante el Tribunal Constitucional.
En un informe emitido posteriormente por la Región de Murcia justificaron que no había ningún médico de la sanidad pública que hubiera solicitado "poder practicar interrupciones voluntarias de embarazo en la sanidad pública." El Tribunal Constitucional determinó que esto era jurídicamente distinto del concepto de que todo el personal médico era objetor de conciencia. El tribunal también determinó que Servicio Murciano de Salud (SMS) no había tomado medidas para determinar si todos los médicos de su servicio de salud eran en realidad objetores de conciencia.
La ley de 2010 no exigía que los servicios sanitarios informaran a las mujeres que existen centros para abortar. En cambio, la ley decía que quienes quisieran ejercer su derecho a la objeción de conciencia debían expresar el deseo de ejercer este escrito informándoles con antelación y por escrito. El tribunal consideró este aspecto de la ley al ponerse del lado de la mujer.
El Tribunal Constitucional dijo en julio de 2023: "La ley trata de asegurar que la interrupción del embarazo se lleve a cabo del modo menos gravoso para la mujer tratando de evitar desplazamientos, que, además de provocar gastos, pueden ser perjudiciales para quien acaba de ser objeto de una intervención médica de estas características, y de garantizar, en la medida de lo posible, que la mujer que va a interrumpir el embarazo, que se encuentra en una situación de vulnerabilidad física y emocional, no salga de su entorno habitual y pueda contar con los apoyos de sus allegados para hacer frente a esta difícil situación del modo menos traumático posible". Se consideró que el sistema de salud regional de Murcia, al obligar a Antonia a viajar, había violado sus derechos fundamentales, y el tribunal ordenó que el Servicio Murciano de Salud indemnizara a Antonia. Hubo dos votos en contra en esta decisión, basada en la idea del aborto como un derecho fundamental. Además, el fallo consagró aún más la idea de que el acceso a los servicios para abortar era un derecho constitucional en España, especialmente unos meses después de que el mismo tribunal fallara en mayo de 2023 contra una apelación del Partido Popular sobre la legalidad de las reformas a la ley de aborto de 2010.
La legislación sobre el aborto se reformó en 2023 para abordar la situación específica a la que se enfrentó Antonia Correa. Los cambios en la ley establecieron que los procedimientos de IVE que se realicen después de la semana quince idealmente deberían realizarse en centros de salud públicos cualificados. La ley también establece que ser objetor de conciencia debe ser una decisión individual y no una política institucional dentro de un centro de salud público. Los sistemas de salud pública ya no podían, por ley, declarar que no podían proporcionar un procedimiento de IVE porque todo el personal era objetor: debían encontrar personal que no fuera objetor para que los abortos pudieran realizarse en la sanidad pública.

### Casos judiciales similares
Al caso de Antonia le siguió a un caso similar resuelto por el Tribunal Supremo en mayo de 2023 que instaba al Servicio Murciano de Salud (SMS) a pagar a una mujer 335.000 euros porque el Hospital Clínico Universitario Virgen de la Arrixaca no había informado a la mujer que habían detectado el síndrome de Beckwith-Wiedermann. El Tribunal Supremo señaló que la ley "obligaba al servicio médico a ponerlo en conocimiento de los padres para que manifestaran si deseaban optar por interrumpir el embarazo". Al no compartir el diagnóstico, el hospital privó a los padres de la capacidad de tomar una decisión informada sobre el derecho legal de la mujer a interrumpir su embarazo en casos de anomalías graves en el feto detectadas después de la semana catorce de gestación. El hospital realizó las pruebas y descubrió el síndrome de Beckwith-Wiedermann, pero no transmitió la información al paciente. Le habían detectado un onfalocele en la semana quince de embarazo, junto con la presencia de una única arteria umbilical, pero no le explicaron qué significaba esto para el feto si el embarazo continuaba. El SMS insistió en que estos problemas eran menores, pero el Tribunal Supremo dijo que "carece de trascendencia si las malformaciones constatadas por ecografía antes de la semana 22 eran o no de entidad para la interrupción voluntaria del embarazo, pues sí parece serlo una enfermedad que es susceptible de causar graves malformaciones, complicaciones y patologías distintas o, al menos, debían los padres conocer la posibilidad real de que su hijo la sufriera y optar, en su caso, por interrumpir la gestación".
El Hospital La Arrixaca intentó justificar aún más su actuación afirmando que a la mujer le habían ofrecido una biopsia coriónica para descartar posibles anomalías cromosómicas. Afirmaron que ella rechazó esto y en lugar de eso acudió a un centro de salud privado, donde pagó de su bolsillo su propia prueba de ADN: tuvo que pagarla de su bolsillo ya que la prueba no estaba cubierta por la sanidad pública en Murcia, pero sí lo está en muchas otras regiones de España. El hospital alegó que tras un resultado normal de la prueba de ADN, la mujer decidió no hacerse la prueba más invasiva y que en su lugar quería optar por un aborto. Como ya había pasado la semana catorce y dos especialistas no le habían diagnosticado anomalías fetales, rechazaron su solicitud a menos que aceptara realizarse la prueba más invasiva. Lo hizo, pero el hospital informó que los resultados no mostraron anomalías. El Tribunal Supremo consideró que esto era irrelevante porque el Hospital La Arrixaca conocía otros riesgos graves y aún faltaba tiempo para la semana veintidós. Esos otros riesgos graves permitían que se produjera un aborto, independientemente de los resultados de las pruebas.

## Evolución en Murcia

### España franquista (1939 – 1975)
En 1970, las regiones costeras del sur de Andalucía y Murcia tenían la segunda tasa de natalidad más alta de España.
En 1972, la provincia de Murcia impulsó los sumarios de mayor urgencia, ordinarios y demás del Título IV de la Ley de Enjuiciamiento Criminal por el delito de aborto. Ese año hubo 25 resúmenes. En segundo lugar quedaron Barcelona y Madrid con 22, seguidas de Asturias con trece y Vizcaya con ocho.
| Lugar          | Lugar          | Años | Años | Años | Años | Años | Años  |
| -------------- | -------------- | ---- | ---- | ---- | ---- | ---- | ----- |
| Province       | Región         | 1971 | 1972 | 1973 | 1974 | 1975 | Total |
| Asturias       | Asturias       | 8    | 4    | 54   | 1    | 92   | 159   |
| Islas Baleares | Islas Baleares | 0    | 1    | 0    | 0    | 0    | 1     |
| Santander      | Cantabria      | 1    | 4    | 2    | 0    | 0    | 7     |
| Logroño        | La Rioja       | 0    | 0    | 0    | 3    | 0    | 3     |
| Madrid         | Madrid         | 13   | 18   | 15   | 16   | 13   | 75    |
| Murcia         | Murcia         | 2    | 4    | 2    | 0    | 0    | 8     |
| España         | España         | 90   | 110  | 147  | 82   | 173  | 605   |

| Lugar          | Lugar          | Años | Años | Años | Años | Años | Años  |
| -------------- | -------------- | ---- | ---- | ---- | ---- | ---- | ----- |
| Provincia      | Región         | 1971 | 1972 | 1973 | 1974 | 1975 | Total |
| Asturias       | Asturias       | 13   | 13   | 11   | 7    | 6    | 50    |
| Islas Baleares | Islas Baleares | 1    | 4    | 4    | 10   | 1    | 20    |
| Santander      | Cantabria      | 2    | 0    | 0    | 1    | 2    | 5     |
| Logroño        | La Rioja       | 1    | 0    | 0    | 0    | 1    | 2     |
| Madrid         | Madrid         | 18   | 22   | 14   | 16   | 14   | 84    |
| Murcia         | Murcia         | 3    | 25   | 6    | 4    | 0    | 38    |
| Navarra        | Navarra        | 0    | 1    | 1    | 1    | 0    | 3     |
| España         | España         | 122  | 157  | 145  | 112  | 66   | 602   |

### Transición democrática (1975 – 1982)
En 1978, entre las mujeres casadas de las Islas Baleares, Valencia, Murcia y la provincia de Albacete, el 48% nunca había utilizado métodos anticonceptivos y el 83% no tenía hijos.

### Felipe González (1982 – 1996)
El Partido Popular, que históricamente se ha opuesto al derecho al aborto en España, llegó al gobierno de la Región de Murcia en 1995.

#### Estadísticas
En toda España, en el período comprendido entre 1987 y 1995, las regiones donde el embarazo tenía menos probabilidades de terminar en aborto fueron Andalucía, Murcia, Castilla-La Mancha, Extremadura y Navarra.De 1990 a 1995, la fertilidad entre las mujeres de 25 a 29 años en España disminuyó una media del veintiuno por ciento. En Murcia disminuyó un quince por ciento. Durante este mismo período, la tasa de fertilidad a nivel nacional para mujeres de treinta a treinta y cuatro años aumentó un 10%, con grandes grados de variación de una región a otra. En Murcia el incremento para este grupo de edad fue del dos por ciento.Andalucía, Castilla-La Mancha, Extremadura, Murcia y Navarra registraron a nivel nacional el porcentaje más bajo de embarazos adolescentes que terminaron en aborto en comparación con los nacidos vivos, con una tasa inferior al cuarenta por ciento en 1995.
| Año  | 1.er cuarto | 2.º cuarto | 3.er cuarto | 4.º cuarto | Total | Ref    |
| ---- | ----------- | ---------- | ----------- | ---------- | ----- | ------ |
| 1987 | 48          | 67         | 86          | 80         | 281   | [ 59 ] |
| 1988 | 137         | 131        | 94          | 114        | 476   | [ 59 ] |

| Año                  | 1987               | 1987             | 1987                   | 1990               | 1990             | 1990                   | 1995               | 1995             | 1995                   | ref    |
| Región               | Tasa de fertilidad | Tasa de embarazo | % abortos por embarazo | Tasa de fertilidad | Tasa de embarazo | % abortos por embarazo | Tasa de fertilidad | Tasa de embarazo | % abortos por embarazo | ref    |
| -------------------- | ------------------ | ---------------- | ---------------------- | ------------------ | ---------------- | ---------------------- | ------------------ | ---------------- | ---------------------- | ------ |
| Andalucía            | 23.99              | 24.34            | 0.77                   | 180.03             | 19.16            | 5.26                   | 12.48              | 16.50            | 24.00                  | [ 58 ] |
| Aragón               | 9.54               | 10.09            | 4.99                   | 7.47               | 10.24            | 26.85                  | 3.94               | 8.70             | 54.40                  | [ 58 ] |
| Asturias             | 16.73              | 21.11            | 20.63                  | 11.86              | 19.83            | 40.07                  | 6.86               | 13.40            | 48.47                  | [ 58 ] |
| Islas Baleares       | 18.32              | 19.07            | 3.70                   | 15.13              | 19.03            | 20.33                  | 9.26               | 14.32            | 35.37                  | [ 58 ] |
| Cantabria            | 12.13              | 13.88            | 12.27                  | 10.17              | 14.19            | 28.32                  | 4.80               | 7.95             | 39.02                  | [ 58 ] |
| Castilla-La Mancha   | 12.49              | 13.60            | 7.70                   | 11.29              | 13.78            | 17.71                  | 7.65               | 10.48            | 26.50                  | [ 58 ] |
| Castilla y León      | 13.34              | 15.38            | 12.88                  | 9.85               | 15.33            | 35.30                  | 5.63               | 9.73             | 41.97                  | [ 58 ] |
| Cataluña             | 10.61              | 10.87            | 1.91                   | 7.56               | 11.50            | 339.91                 | 4.83               | 11.22            | 56.83                  | [ 58 ] |
| Comunidad Valenciana | 12.24              | 14.74            | 16.85                  | 9.63               | 14.17            | 31.65                  | 6.25               | 10.78            | 41.86                  | [ 58 ] |
| Extremadura          | 24.22              | 25.01            | 2.94                   | 18.06              | 19.41            | 6.75                   | 11.63              | 15.00            | 22.15                  | [ 58 ] |
| Galicia              | 23.14              | 23.83            | 2.47                   | 15.71              | 17.06            | 7.48                   | 8.04               | 11.04            | 26.74                  | [ 58 ] |
| Madrid               | 10.68              | 14.10            | 23.88                  | 7.35               | 11.65            | 36.71                  | 4.42               | 9.01             | 50.85                  | [ 58 ] |
| Murcia               | 23.42              | 24.19            | 2.73                   | 18.90              | 20.48            | 7.20                   | 12.77              | 15.85            | 19.13                  | [ 58 ] |
| Navarra              | 7.48               | 9.63             | 22.39                  | 6.19               | 8.15             | 24.10                  | 3.29               | 4.46             | 25.00                  | [ 58 ] |
| País Vasco           | 6.86               | 8.02             | 13.92                  | 4.60               | 7.10             | 34.97                  | 2.66               | 4.75             | 43.72                  | [ 58 ] |
| La Rioja             | 11.28              | 12.77            | 10.83                  | 7.68               | 9.99             | 22.11                  | 3.75               | 6.89             | 45.59                  | [ 58 ] |

| Región | Total | Ninguno usado | Sólo métodos naturales | Sólo el método de barrera | Sólo métodos hormonales | Dispositivo intrauterino | Varios métodos | No incluido ni proporcionado | Ref    |
| ------ | ----- | ------------- | ---------------------- | ------------------------- | ----------------------- | ------------------------ | -------------- | ---------------------------- | ------ |
| España | 26069 | 7827          | 4161                   | 3060                      | 848                     | 95                       | 3586           | 651                          | [ 60 ] |
| Murcia | 476   | 160           | 86                     | 95                        | 60                      | 11                       | 151            | 12                           | [ 60 ] |

| Región         | Total | 8 semanas o menos | 9 a 10 semanas | 11 a 12 semanas | 13 a 15 semanas | 16 a 20 semanas | 21 semanas o más | Desconocido | Ref    |
| -------------- | ----- | ----------------- | -------------- | --------------- | --------------- | --------------- | ---------------- | ----------- | ------ |
| España         | 26069 | 13441             | 7511           | 3283            | 891             | 305             | 61               | 577         | [ 61 ] |
| Aragón         | 470   | 196               | 141            | 74              | 22              | 9               |                  | 26          | [ 61 ] |
| Asturias       | 2525  | 1489              | 689            | 304             | 25              | 7               | 3                | 8           | [ 61 ] |
| Islas Baleares | 414   | 188               | 118            | 59              | 19              | 9               | 93               | 18          | [ 61 ] |
| Islas Canarias | 265   | 62                | 40             | 23              | 35              | 7               | 1                | 97          | [ 61 ] |
| Cantabria      | 740   | 359               | 256            | 86              | 16              | 17              | 2                | 4           | [ 61 ] |
| Cataluña       | 444   | 171               | 135            | 73              | 38              | 10              | 1                | 16          | [ 61 ] |
| Extremadura    | 375   | 172               | 116            | 90              | 20              | 10              | 1                | 6           | [ 61 ] |
| Madrid         | 7063  | 3463              | 2312           | 789             | 327             | 94              | 23               | 55          | [ 61 ] |
| Murcia         | 476   | 246               | 114            | 69              | 18              | 4               | 0                | 25          | [ 61 ] |
| Navarra        | 312   | 159               | 97             | 35              | 13              | 5               | 0                | 3           | [ 61 ] |
| La Rioja       | 133   | 75                | 35             | 12              | 9               | 0               | 0                | 2           | [ 61 ] |
| Ceuta          | 12    | 6                 | 4              | 2               | 0               | 0               | 0                | 0           | [ 61 ] |
| Melilla        | 28    | 21                | 5              | 1               | 0               | 0               | 0                | 1           | [ 61 ] |

| Región         | Total | Sólo un motivo | Sólo un motivo | Sólo un motivo | Varios motivos asociados   | Varios motivos asociados      | Varios motivos asociados | Varios motivos asociados                 | Desconocido | Ref    |
| Región         | Total | Salud maternal | Violación      | Riesgo fetal   | Riesgo materno y violación | Riesgo materno y riesgo fetal | Violación y riesgo fetal | Riesgo materno, violación y riesgo fetal | Desconocido | Ref    |
| -------------- | ----- | -------------- | -------------- | -------------- | -------------------------- | ----------------------------- | ------------------------ | ---------------------------------------- | ----------- | ------ |
| España         | 26069 | 25550          | 12             | 282            | 3                          | 145                           | 1                        | 0                                        | 76          | [ 60 ] |
| Aragón         | 470   | 461            | 1              | 7              | 0                          | 1                             | 0                        | 0                                        | 0           | [ 60 ] |
| Asturias       | 2525  | 2510           | 0              | 9              | 0                          | 1                             | 0                        | 0                                        | 5           | [ 60 ] |
| Islas Baleares | 414   | 388            | 0              | 25             | 0                          | 1                             | 0                        | 0                                        | 0           | [ 60 ] |
| Islas Canarias | 265   | 263            | 0              | 0              | 0                          | 2                             | 0                        | 0                                        | 0           | [ 60 ] |
| Cantabria      | 740   | 714            | 0              | 21             | 0                          | 4                             | 0                        | 0                                        | 1           | [ 60 ] |
| Cataluña       | 444   | 442            | 0              | 0              | 0                          | 1                             | 0                        | 0                                        | 1           | [ 60 ] |
| Extremadura    | 375   | 363            | 0              | 0              | 0                          | 4                             | 0                        | 0                                        | 0           | [ 60 ] |
| Madrid         | 7063  | 6927           | 0              | 85             | 0                          | 43                            | 0                        | 0                                        | 8           | [ 60 ] |
| Murcia         | 476   | 468            | 1              | 5              | 0                          | 2                             | 0                        | 0                                        | 0           | [ 60 ] |
| Navarra        | 312   | 308            | 0              | 1              | 0                          | 3                             | 0                        | 0                                        | 0           | [ 60 ] |
| La Rioja       | 133   | 132            | 1              | 0              | 0                          | 0                             | 0                        | 0                                        | 0           | [ 60 ] |
| Ceuta          | 12    | 12             | 0              | 0              | 0                          | 0                             | 0                        | 0                                        | 0           | [ 60 ] |
| Melilla        | 28    | 28             | 0              | 0              | 0                          | 0                             | 0                        | 0                                        | 0           | [ 60 ] |

| Región               | 1987 | 1988  | 1989  | 1990 | Ref    |
| -------------------- | ---- | ----- | ----- | ---- | ------ |
| España               | 1.99 | 3.07  | 3.56  | 4.29 | [ 62 ] |
| Andalucía            | 0.31 | 1.80  | 1.75  | 1.21 | [ 62 ] |
| Aragón               | 0.89 | 1.88  | 2.52  | 4.12 | [ 62 ] |
| Asturias             | 6.81 | 10.40 | 10.54 | 9.89 | [ 62 ] |
| Islas Baleares       | 1.16 | 2.88  | 3.67  | 6.56 | [ 62 ] |
| Islas Canarias       | 1.39 | 0.77  | 1.47  | 3.76 | [ 62 ] |
| Cantabria            | 3.12 | 6.46  | 6.57  | 6.13 | [ 62 ] |
| Castilla-La Mancha   | 1.63 | 2.19  | 2.68  | 2.87 | [ 62 ] |
| Castilla y León      | 2.85 | 5.52  | 5.90  | 5.88 | [ 62 ] |
| Cataluña             | 0.31 | 0.34  | 0.33  | 5.21 | [ 62 ] |
| Comunidad Valenciana | 4.14 | 4.53  | 6.51  | 6.63 | [ 62 ] |
| Extremadura          | 1.10 | 1.59  | 2.04  | 1.66 | [ 62 ] |
| Galicia              | 0.77 | 1.39  | 1.75  | 2.33 | [ 62 ] |
| Madrid               | 4.91 | 6.33  | 7.3   | 6.65 | [ 62 ] |
| Murcia               | 1.29 | 2.15  | 2.65  | 2.76 | [ 62 ] |
| Navarra              | 2.41 | 2.72  | 2.54  | 1.80 | [ 62 ] |
| País Vasco           | 1.25 | 2.81  | 3.34  | 2.99 | [ 62 ] |
| La Rioja             | 1.80 | 2.44  | 3.46  | 3.87 | [ 62 ] |
| Ceuta y Melilla      | 0.22 | 1.44  | 1.17  | 0.74 | [ 62 ] |

| Región      | Total | Menos de 15 años | 15 a 19 años | 20 a 24 años | 25 a 29 años | 30 a 34 años | 35 a 39 años | 40 a 44 años | Más de 44 años | Ref    |
| ----------- | ----- | ---------------- | ------------ | ------------ | ------------ | ------------ | ------------ | ------------ | -------------- | ------ |
| España      | 37231 | 59               | 4920         | 100009       | 8063         | 6668         | 4982         | 2293         | 237            | [ 63 ] |
| Andalucía   | 1879  | 10               | 297          | 496          | 399          | 345          | 200          | 123          | 9              | [ 63 ] |
| Cataluña    | 6978  | 8                | 966          | 1763         | 1466         | 1294         | 1013         | 432          | 36             | [ 63 ] |
| Extremadura | 400   | 1                | 54           | 123          | 102          | 62           | 53           | 13           | 2              | [ 63 ] |
| Madrid      | 7451  | 7                | 913          | 2064         | 1729         | 1364         | 978          | 446          | 40             | [ 63 ] |
| Murcia      | 632   | 1                | 68           | 169          | 124          | 121          | 97           | 47           | 5              | [ 63 ] |
| Navarra     | 210   | 0                | 40           | 66           | 44           | 34           | 19           | 7            | 0              | [ 63 ] |
| La Rioja    | 214   | 0                | 21           | 75           | 47           | 36           | 24           | 10           | 1              | [ 63 ] |
| Ceuta       | 8     | 0                | 2            | 2            | 2            | 1            | 0            | 1            | 0              | [ 63 ] |
| Melilla     | 13    | 0                | 4            | 3            | 2            | 3            | 1            | 0            | 0              | [ 63 ] |

| Región      | Total | Menos de 15 años | 15 a 19 años | 20 a 24 años | 25 a 29 años | 30 a 34 años | 35 a 39 años | 40 a 44 años | Más de 44 años | Ref    |
| ----------- | ----- | ---------------- | ------------ | ------------ | ------------ | ------------ | ------------ | ------------ | -------------- | ------ |
| España      | 37231 | 59               | 4920         | 100009       | 8063         | 6668         | 4982         | 2293         | 237            | [ 63 ] |
| Andalucía   | 1879  | 10               | 297          | 496          | 399          | 345          | 200          | 123          | 9              | [ 63 ] |
| Cataluña    | 6978  | 8                | 966          | 1763         | 1466         | 1294         | 1013         | 432          | 36             | [ 63 ] |
| Extremadura | 400   | 1                | 54           | 123          | 102          | 62           | 53           | 13           | 2              | [ 63 ] |
| Madrid      | 7451  | 7                | 913          | 2064         | 1729         | 1364         | 978          | 446          | 40             | [ 63 ] |
| Murcia      | 632   | 1                | 68           | 169          | 124          | 121          | 97           | 47           | 5              | [ 63 ] |
| Navarra     | 210   | 0                | 40           | 66           | 44           | 34           | 19           | 7            | 0              | [ 63 ] |
| País Vasco  | 1485  | 3                | 218          | 475          | 332          | 222          | 155          | 72           | 8              | [ 63 ] |
| La Rioja    | 214   | 0                | 21           | 75           | 47           | 36           | 24           | 10           | 1              | [ 63 ] |
| Ceuta       | 8     | 0                | 2            | 2            | 2            | 1            | 0            | 1            | 0              | [ 63 ] |
| Melilla     | 13    | 0                | 4            | 3            | 2            | 3            | 1            | 0            | 0              | [ 63 ] |

### José María Aznar (1996 – 2004)

#### Estadísticas
En 2001, las menores de Extremadura, Navarra y Murcia eran las que tenían menos probabilidades de solicitar la interrupción voluntaria del embarazo, con menos del 35% de los embarazos de menores que terminaban en aborto. El tamaño medio de las familias en Murcia en 2001 era de 3,25 personas.

### José Luis Rodríguez Zapatero (2004 - 2011)
En 2005 no se realizó ni un solo aborto en los centros de salud públicos murcianos. A mediados de la década de 2000, la región no contaba con un protocolo relacionado con el aborto para el personal médico de los establecimientos de salud públicos.Los acuerdos de derivación de clínicas de salud pública a clínicas privadas de IVE a menudo diferían según la ciudad. En Cartagena, una mujer sólo necesitaba una derivación de su médico de la sanidad pública para que ésta le cubriera un aborto. En Murcia, las mujeres que buscaban obtener un aborto subsidiado después de una derivación de salud pública de un hospital debían traer consigo una ecografía y un informe psiquiátrico. El proceso en Murcia retrasaba al menos una semana que las mujeres de la ciudad pudieran abortar. En 2005, la mayoría de las mujeres que buscaban abortar después de la semana 12 fueron a Madrid, al no haber hospitales públicos que realizaran abortos.Las mujeres en España a veces tenían que esperar mucho tiempo una vez que hacían su primera cita hasta poder abortar. En general, este no era el caso en Murcia, donde las mujeres podían obtener una IVE una semana después de su primera cita en una clínica privada.

#### Ley 11/2009, de 1 de diciembre
La Ley 11/2009, de 1 de diciembre, por la que se establece una red de apoyo a la mujer embarazada fue una iniciativa impulsada por el grupo católico conservador Foro Español de la Familia, que se movilizó para recoger 10.000 firmas para que el Gobierno regional tramitara su petición de ley. Fue aprobada por el gobierno liderado por el Partido Popular y Juan Morales, diputado del Grupo Parlamentario Mixto. Votaron en contra el PSOE y el diputado de Izquierda Unida+Los Verdes José Antonio Pujante.Esta ley regulaba la Red de Apoyo a la Mujer Embarazada. El propósito de la ley era estigmatizar a las mujeres que solicitaban abortos legales.La red de apoyo creada por la Ley 11/2009, de 1 de diciembre fue fundamentalmente diseñada para ser un programa ideológicamente anti-derecho al aborto apoyado en la ley para estigmatizar a las mujeres que querían abortar. El programa proporcionaba a las mujeres información objetivamente incorrecta y manipulada sobre el aborto.
Como parte de sus esfuerzos por aprobar la Ley 11/2009, de 1 de diciembre, Foro Español de la Familia creó la Fundación REDMADRE en marzo de 2008. Siempre tuvo la intención de ser una organización nacional que ayudara a estigmatizar y tratar de limitar el acceso al aborto a nivel regional, al mismo tiempo que intentaba cambiar la ley para criminalizar el aborto. Lograron que los legisladores regionales cambiaran la legislación en las Islas Canarias, Castilla-La Mancha, Castilla y León, Valencia, La Rioja, Madrid y Murcia.

#### Consecuencias de la reforma a la ley nacional del aborto de 2010
Después de que el partido nacional del Partido Popular presentara formalmente su recurso contra la legalidad de la ley ante el Tribunal Constitucional de España el 5 de julio de 2010, el presidente de la Región de Murcia, Ramón Luis Valcárcel, dijo que la región no seguiría la nueva ley del aborto porque la apelación significaba que no estaba en vigor. Más tarde ese día, el portavoz de Navarra dijo que la "práctica de abortos va a seguir siendo igual que antes", lo que significaba que el Gobierno de Navarra seguiría actuando como si la de 1985 fuera la ley vigente y no hubiera sido sustituida por la de 2010. Ramón Luis Valcárcel, quien se posicionó en contra de los esfuerzos nacionales para liberalizar la legislación del aborto en 2010, dijo en ese momento que "no hay razones para acatar la Ley". Sus puntos de vista fueron apoyados por la Fundación REDMADRE y otros grupos católicos que consideraban que la Ley 2/2010 no trataba sobre el aborto sino sobre una educación sexual efectiva.
Como parte de los cambios a la legislación que entraron en vigor en 2010 con la Ley Orgánica 2/2010, el artículo 14 exigía que las mujeres que deseaban abortar recibieran un sobre cerrado que contenía información sobre las ayudas públicas disponibles durante el embarazo y parto, información sobre derechos laborales durante el embarazo y la maternidad, incluidas prestaciones públicas para el cuidado de los hijos, beneficios fiscales y otra información sobre incentivos relacionados con el parto. También se exigió que se les diera información sobre los centros a los que podían acudir para obtener información sobre anticoncepción y sexo seguro. Por último, se exigía que se les diera información sobre los lugares a los que podían acudir para recibir asesoramiento antes y después de la interrupción del embarazo. En 2021, el sobre entregado a las mujeres en Murcia no incluía información sobre anticoncepción o sexo seguro, ni lugares a los que acudir para recibir asesoramiento antes y después de la interrupción del embarazo.

#### Estadísticas
Entre 2000 y 2009, la tasa de abortos en las mujeres residentes en Murcia de entre quince y cuarenta y cuatro años casi se duplicó. En 2005, la región tuvo una tasa promedio de abortos más alta que el promedio nacional. El 68% de los abortos realizados en la región en 2005 fueron los primeros que se realizaron las mujeres.En 2005 había en España veintiún centros de cribado neonatal. Uno estaba situado en Murcia y realizaba pruebas para Melilla. En 2006, 219 menores de edad residentes en la región abortaron. Esto representó el 5,21% de todos los abortos realizados por mujeres que vivían en la región ese año.
En 2009, Cataluña tuvo la tasa más alta de abortos por cada 1.000 mujeres de entre quince y cuarenta y cuatro años. La tasa fue de 16,1 abortos por cada 1.000 mujeres. Murcia tuvo la segunda tasa más alta con 15,0 abortos por cada 1.000 mujeres y Madrid la tercera tasa más alta con 14,5 abortos por cada 1.000 mujeres. En 2009, el 43% de las mujeres de la región conocieron sus opciones de aborto en un centro de salud pública. Esto en comparación con el promedio nacional del 43%.
En 2010 se realizaron en España 113.031 abortos. En 2014, a nivel nacional esto cayó a un dieciséis por ciento hasta los 94.706 abortos. En este periodo comprendido entre 2010 y 2014, Andalucía, Asturias, Islas Baleares, Islas Canarias, Cataluña, Madrid y Murcia se situaron por encima de los once abortos por cada 1.000 mujeres residentes. En 2010, el grupo de edad en Murcia con mayor tasa de incidencia de abortos fue el de diecisiete y dieciocho años. La tasa de incidentes más baja se registró entre las menores de trece y catorce años. Entre 2010 y 2017, en Murcia 30.866 de un total de 30.935 de los procedimientos del IVE se realizaron en clínicas privadas del IVE y hospitales privados; sólo se realizaron sesenta y nueve procedimientos en hospitales públicos. Entre 2010 y 2017, 1.554 de un total de 1.563 procedimientos de IVE para mujeres con anomalías fetales graves se realizaron en centros privados, y solo nueve procedimientos se realizaron en hospitales públicos de Murcia. Algunos de estos procedimientos involucraban a menores.

### Mariano Rajoy (2011 - 2018)
A pesar de los esfuerzos antiaborto del Partido Popular y de los activistas antiaborto afiliados a la Iglesia católica, la región de Murcia tuvo una de las tasas de aborto más altas de España en 2017. El volumen total de abortos había ido disminuyendo lenta y progresivamente desde la aprobación de las reformas de 2010, pero aumentó de 2016 a 2017. Esto se debió en parte a la falta de educación sexual y reproductiva en la región.
Durante el gobierno de Mariano Rajoy, casi toda la información sobre anticonceptivos de última generación disponibles en el sistema sanitario público de la región fue retirada de los puntos de información sanitaria de la sanidad pública, y se dejaron de financiar políticas específicamente dirigidas a proteger la libertad y la salud sexual, poniendo en riesgo a grupos vulnerables a problemas de salud sexual y reproductiva como adolescentes y mujeres inmigrantes.
Entre los actores importantes de la comunidad activista contra el derecho al aborto en la década de 2010 se incluye el director de la Universidad Católica de San Antonio (UCAM), José Luis Mendoza.  Desempeñó un papel enorme a la hora de influir en los líderes políticos conservadores del gobierno de Murcia. Se opuso al divorcio, la eutanasia, el aborto y la homosexualidad, entre otros. También tuvo un alto nivel de acceso a funcionarios del Vaticano. Usó su puesto en la universidad para presionar al gobierno regional para que aprobara leyes que dificultaran el acceso al aborto y estigmatizaran a las mujeres que abortaban.
A partir de 2013, el Comité Clínico de Interrupción Voluntaria del Embarazo comenzó a exigir que la Consejería de Salud estableciera formalmente una relación entre el Servicio Murciano de Salud y las clínicas privadas a las que habían subcontratado abortos de salud pública.La Asociación de Psicología Perinatal de Murcia creó un grupo de apoyo en 2015 específicamente para ayudar a mujeres que necesitaban apoyo después de someterse a un aborto en una clínica privada a la que habían sido derivadas a través del Servicio Murciano de Salud. Las mujeres del grupo a menudo hablaban de que las instalaciones eran antihigiénicas y que había una falta general de atención médica durante el proceso.
El presidente de la Región de Murcia Fernando López Miras, miembro del Partido Popular, dijo en octubre de 2018 en su cuenta de Twitter que"el aborto no era un derecho sino un fracaso".El programa PERSEA fue desarrollado en 2018 por Educación en Salud Afectivo Sexual para Adolescentes de Murcia en parte debido al alto porcentaje de abortos realizados por adolescentes en relación con el porcentaje total de abortos realizados por mujeres de todas las edades en la región. El gobierno regional pensó que los adolescentes necesitaban una mejor educación sexual para evitar embarazos adolescentes no planificados y otros riesgos para su salud como resultado de la actividad sexual adolescente.

#### Centros
Si una mujer necesitaba un procedimiento IVE después de la semana veintidós de su embarazo en la década de 2010, era remitida a un hospital o clínica privada en Alicante o Madrid. En 2014 no había ningún centro de salud público autorizado para realizar abortos en la región y sólo cinco clínicas privadas autorizadas para realizar abortos. En 2017, todos los abortos en Murcia se realizaron en clínicas privadas. A pesar de que datos públicos dicen lo contrario, algunos hospitales públicos de la región realizaron abortos terapéuticos por razones médicas hasta la semana 21 en el período comprendido entre 2014 y 2021.
En 2017, las mujeres eran derivadas de la sanidad pública a clínicas privadas, una situación que no se ajustaba al artículo 19.1 de la Ley 2/2010 porque esta práctica no garantiza la calidad de la atención ni la igualdad de trato. En 2017, a las mujeres en Murcia a veces se les exigía que pagaran los procedimientos de IVE de su propio bolsillo, incluso si primero buscaban un procedimiento en la sanidad pública, o se les exigía viajar a otras regiones para hacerse un aborto.En 2016 y 2017, las mujeres que querían ser sedadas para un procedimiento de IVE en una clínica privada a la que habían sido derivadas a través de la sanidad pública tenían que pagar 100€ de su bolsillo para ello.
De 2010 a 2017, la Región de Murcia tuvo convenios con cinco clínicas privadas para derivar pacientes desde la sanidad pública. Estas clínicas estaban ubicadas en Murcia, Lorca y Cartagena, pagando la sanidad pública entre 347 y 1.429 euros por cada procedimiento de IVE. A pesar de estos acuerdos, en 2019 no aparecieron en el portal de transparencia del SMS como entidades privadas con las que el SMS tenía acuerdos.En 2017, el 78% de los ginecólogos de Murcia dijeron que eran objetores de conciencia.

#### Foro Español de la Familia, Fundación Red Madre y CARM
La Red Madre de Murcia recibió subvenciones del Gobierno de la Región de Murcia y del Ayuntamiento de Murcia a mediados de la década de 2010. La Consejería de Sanidad y Política Social firmó un convenio con Red Madre el 9 de abril de 2014 para formar parte de los esfuerzos de la Comunidad por la inclusión social de las mujeres, específicamente enfocados a las mujeres embarazadas que completarían su embarazos, sino que también implicaría promover consejos y actividades para las mujeres que desarrollaran cualquier problema imprevisto durante su embarazo, entre los que se incluye la necesidad de interrumpir el embarazo. La Ley 11/2009 sólo permitía a Red Madre prestar ayuda cuando se trataba de mujeres que planeaban completar su embarazo dando a luz. El Decreto 89/2016, de 3 de agosto concedió a Red Madre Murcia una subvención de 7.500€ para trabajar en favor de la igualdad entre hombres y mujeres. La aprobación de esta solicitud contradecía el fundamento legal de la subvención porque era inconsistente con el propósito declarado del decreto, ya que los objetivos de Red Madre Murcia eran promover la discriminación contra las mujeres y tratar de reducir sus derechos, incluido el derecho al aborto. Recibieron una subvención similar en julio de 2017. En febrero de 2017, el Régimen de Concurrencia Competitiva de Ayudas del Ayuntamiento de Murcia premió a Red Madre Murcia con 2.218€. 71 como parte del financiamiento de Proyectos de Servicios Sociales y Bienestar Social. El título de su proyecto propuesto era "Apoyo integral a la mujer embarazada en riesgo de exclusión social".
En 2018, el presidente de la Región de Murcia, Fernando López Miras, ayudó a apoyar el proyecto de ley del Foro Español de la Familia, Anteproyecto de ley de protección integral de la familia. Autorizó su tratamiento por el Consejo de Gobierno de la Región de Murcia el 31 de octubre de 2018. El texto de la ley decía: "el aborto no es un derecho sino que constituye un fracaso del proceso natural de la maternidad". Pese a las críticas por la inclusión de esta frase en el proyecto de ley, López Miras insistió en que no sería eliminada. Esto pretendía ser un ataque directo por parte del gobierno regional a las libertades fundamentales de las mujeres y contradecir la ley nacional sobre el aborto, la Ley 2/2010. Fue parte de un ataque intencionado del Partido Popular de Murcia, en colaboración con el Foro Español de la Familia, contra la legalización del aborto.
La consejera de Familia e Igualdad de Oportunidades de la región Violante Tomás Olivares, quien se postuló para el Senado en 2018 como miembro del Partido Popular, ocupó dicho cargo de 2015 a 2019. En ese rol de consejera tuvo una relación cercana y de fuerte respaldo institucional a Red Madre, elogiando su trabajo antiaborto para el departamento en sus redes sociales.

#### Las reformas propuestas por Ruiz-Gallardón en 2014 y la respuesta feminista
En diciembre de 2013, el Consejo de Ministros del Partido Popular de España aprobó un proyecto de ley llamado la Ley Orgánica de Protección de los Derechos del Concebido y la Mujer Embarazada. La ley representó un retroceso de los derechos de las mujeres en España en relación con el aborto, con la intención de dar marcha atrás a las reformas de 2010. El esfuerzo por cambiar la ley fue impulsado en gran medida por el ministro de Justicia, Alberto Ruiz-Gallardón. El proyecto de ley permitía el aborto en determinadas circunstancias específicas, como si una mujer hubiera sido violada hasta la semana dieciséis de embarazo o si hubiera habido violación, "menoscabo importante y duradero” para la salud física o mental de la mujer o del feto hasta la semana veintidós del embarazo con al menos tres profesionales médicos aprobando el deterioro de la salud. Incluso entonces, el proyecto de ley decía que si las mujeres recibían ese diagnóstico sobre su salud de su médico original y de otros dos de los centros de salud que tenía que visitar para la evaluación, la mujer tendría que recibir información verbal sobre las alternativas al aborto y esperar siete días antes de que pudiera completarse el procedimiento. En aquel momento, el tiempo de espera para la contemplación era de tres días. El proyecto de ley también estipulaba que los menores debían obtener el consentimiento de sus padres o tutores legales antes de someterse a un aborto. El proyecto de ley permitía el procesamiento penal de mujeres que tuvieran abortos que no cumplieran con estos requisitos, y decía que los médicos que realizaran abortos fuera de los nuevos requisitos legales podrían recibir penas de prisión de uno a ocho años. Además, el proyecto de ley prohibía a cualquier centro médico anunciar que ofrecía procedimientos de IVE.
Las feministas de la región se movilizaron en 2013 y 2014 en respuesta a los cambios propuestos por Alberto Ruiz-Gallardón, siendo en algunos casos las movilizaciones más grandes desde mediados de la década de 1980. El 1 de febrero de 2014 El tren de la libertad fue de Asturias a Madrid, y a ella se unieron personas de diferentes regiones de España, incluida Murcia.
Alberto Ruiz-Gallardón finalmente se vio obligado a dimitir de su cargo en septiembre de 2014 tras fracasar en su capacidad para impulsar los controvertidos cambios a la legislación del aborto. El cambio de ley propuesto había empoderado al PSOE y creado divisiones internas dentro de su propio partido.

#### Estadísticas
Murcia tenía una de las tasas más altas de embarazo adolescente, es decir de menores de quince a diecinueve años, de España en 2013 con un 1,24%. Probablemente esto se debió al alto porcentaje de extranjeros que viven en Murcia en comparación con otras regiones.
| Año  | Murcia | Ref |
| ---- | ------ | --- |
| 2010 | 100    |     |
| 2011 | 98.68  |     |
| 2012 | 99.86  |     |
| 2013 | 100    |     |
| 2014 | 100    |     |
| 2015 | 99.97  |     |
| 2016 | 99.94  |     |
| 2017 | 100    |     |
| 2018 | 99.97  |     |

| Año  | # de denegaciones | # de aprobaciones | Ref    |
| ---- | ----------------- | ----------------- | ------ |
| 2010 | 0                 | 5                 | [ 89 ] |
| 2011 | 1                 | 7                 | [ 89 ] |
| 2012 | 2                 | 8                 | [ 89 ] |
| 2013 | 4                 | 9                 | [ 89 ] |
| 2014 | 0                 | 9                 | [ 89 ] |
| 2015 | 3                 | 11                | [ 89 ] |
| 2016 | 1                 | 16                | [ 89 ] |
| 2017 | 1                 | 15                | [ 89 ] |
| 2018 | 3                 | 12                | [ 89 ] |
| 2019 | 0                 | 11                | [ 89 ] |
| 2020 | 2                 | 7                 | [ 89 ] |
| 2021 | 2                 | 9                 | [ 89 ] |
| 2022 | 1                 | 5                 | [ 89 ] |

| Año            | 2022  | 2021  | 2020  | 2019  | 2018  | 2017  | 2016  | 2015  | 2014  | Ref           |
| -------------- | ----- | ----- | ----- | ----- | ----- | ----- | ----- | ----- | ----- | ------------- |
| Murcia         | 12,26 | 11,46 | 11,25 | 12,07 | 11,68 | 10,99 | 10,82 | 11,07 | 11,32 | [ 90 ] [ 91 ] |
| Total (España) | 11,68 | 10,70 | 10,33 | 11,53 | 11,12 | 10,51 | 10,36 | 10,40 | 10,46 | [ 90 ]        |

### Pedro Sánchez (2018-presente)
Las prácticas impulsadas por los hospitales públicos relacionadas con la interrupción voluntaria de los abortos en Murcia a finales de la década de 2010 y principios de la de 2020 pusieron en riesgo la salud de las mujeres. En algunos casos, esto incluyó obligar a las mujeres a viajar más de 450 kilómetros desde sus hogares para realizarse procedimientos de IVE.
Podemos dijo en noviembre de 2018 que no firmarían el Pacto Regiónal contra la Violencia de Género, al percibir el pacto como un intento del gobierno de Murcia liderado por el Partido Popular de tratar de parecer más feministas, a pesar del apoyo del partido a leyes sexistas, incluida la propuesta de Ley de Familia que decía que someterse a abortos legales era un fracaso.
La Asociación de Usuarios de la Sanidad de la Región denunció en 2019 al gobierno de Murcia por incumplir el artículo 19 de la Ley 2/2010 que decía que los abortos "se realizará en centros de la red sanitaria pública o vinculados a la misma”. Dijeron que el Gobierno regional sistemáticamente lo incumplía y que no había pruebas de que las clínicas privadas a las que se remitía a los pacientes tuvieran un convenio con la Consejería de Salud o el Servicio Murciano de Salud. A partir de mediados de 2019, Vox en Murcia empezó a utilizar el término “industria del aborto”.

#### Objetores de conciencia
En 2019, el 79% de los ginecólogos de hospitales públicos afirmaron ser objetores de conciencia y por tanto no realizarían procedimientos de IVE. En 2022, todos los médicos de Murcia, Lleida y La Rioja se habían declarado objetores de conciencia. Era una regla no escrita, porque los propios médicos no necesariamente decían esto, pero sí sus jefes. En febrero de 2023, treinta y cinco médicos del Hospital la Arrixaca se habían declarado oficialmente objetores de conciencia.

#### Proceso para solicitar un aborto
En 2022 existía un protocolo del Servicio de Salud Murciano sobre cómo y cuándo se debían realizar los abortos. El proceso oficial para iniciar la solicitud de un aborto en la sanidad pública en Murcia en comenzaba con la cita de la mujer con su médico de atención primaria o la partera. Primero confirmaban el embarazo y el avance de la mujer. Si era antes de la semana catorce, conseguía la documentación en atención primaria y luego pedía la cita en la clínica privada de su elección. Si era después de la semana catorce y se basaba en riesgos para la salud mental de la madre, ésta obtenía la documentación requerida y luego contactaba a la clínica, era evaluada por especialistas y luego recibía un informe favorable o desfavorable. Luego acudía a una clínica privada. Entonces se suponía que la atención post-aborto se llevaría a cabo a través de la atención primaria en salud pública.Para anomalías fetales o riesgo para la salud física de la madre entre las semanas quince y veintidós, el protocolo era el que necesitaba la mujer para iniciar el trámite de documentación en su hospital de referencia. Luego conseguía una cita con el hospital para discutir opciones, donde tenía la libertad de elegir entre ir a una clínica o realizarse el aborto en su hospital de referencia mediante el método de inducción. Los abortos solicitados por motivos médicos a partir de la semana veintitrés serían atendidos por el departamento de Obstetricia del hospital donde la mujer estaba siendo atendida. Sus casos luego serían analizados por el Comité Clínico Regiónal autorizado por la Dirección General de Asistencia Sanitaria. Si el comité aprobaba el aborto por motivos médicos, el aborto se realizaría en el Hospital Clínico Universitario Virgen de la Arrixaca.

#### Aborto en centros privados y hospitales públicos
A finales de la década de 2010, no había hospitales públicos donde las mujeres pudieran someterse a procedimientos de IVE en Murcia, ni tampoco había apoyo para ellas posteriormente en la sanidad pública. En 2018, el Servicio Murciano de Salud (SMS) tenía un convenio con cinco clínicas privadas de IVE, donde brindaban financiamiento para mujeres que abortaban y fueron derivadas a través de la sanidad pública. En 2019, los datos oficiales de Murcia decían que los abortos solo se realizaban en centros sanitarios privados. En 2021, Murcia no registró ni un solo aborto realizado en un centro de salud público u hospital público de la región. Esto reflejó tendencias nacionales más amplias en los que la mayoría de los abortos ocurrían en clínicas de IVE privadas. Hubo un error en los informes de datos sobre abortos en la Región de Murcia en 2021. Si bien según la autoridad sanitaria regional se realizaron nueve abortos en Murcia, solo uno fue informado al Ministerio de Sanidad. Según datos nacionales, se realizó un aborto en un hospital público de la Murcia en 2021, aunque los datos regionales decían que la cifra era nueve. En 2022, Murcia fue una de varias regiones en donde el 100% de los abortos en la región se realizaron en clínicas privadas. En ese momento, no había ningún centro de salud público y sólo cinco centros de salud privados que realizaran interrupciones voluntarias del embarazo en la región.
Las mujeres que acudieron a clínicas privadas de aborto en Murcia en 2018 y 2019 dijeron que eran lugares oscuros y aterradores, y no tenían más remedio que acudir a ellas porque el SMS no ofrecía opciones en centros públicos.
A principios de la década de 2020, las mujeres murcianas acudieron a menudo a la Associació Drets Sexuals i Reproductius porque estaban confundidas sobre los siguientes pasos después de que se les hubiera negado un aborto tras una revisión del comité clínico. En ocasiones, esto implicaba derivarlas a clínicas en Bélgica o a clínicas privadas en Barcelona. En 2021, dos mujeres murcianas tuvieron que viajar a Bruselas para abortar. A una le fue negada la IVE por un comité clínico en Murcia y en Barcelona, y a la otra se le realizó el procedimiento mientras esperaba que el comité clínico tomara una decisión.
Antes de 2021, las mujeres que buscaban un aborto para un embarazo después de la semana veintidós debían realizarse el procedimiento en otra región de España. Esto cambió tras numerosas quejas y la situación se convirtiera en noticia a nivel nacional. En ese momento se cambió el protocolo oficial y las mujeres fueron remitidas al Hospital La Arrixaca para el procedimiento. Para los procedimientos de IVE a partir de la semana veinte, el protocolo en 2021 decía que las mujeres acudirían a una clínica privada donde se detendrían los latidos del feto, pero luego la parte de dilatación y expulsión se realizaría en el Hospital Clínico Universitario Virgen de la Arrixaca. Este protocolo no se creó teniendo en cuenta el bienestar de la paciente, sino que la prioridad eran los deseos de los objetores de conciencia del personal del hospital.
En 2022, las clínicas privadas en las que las mujeres podrían abortar antes de la semana catorce eran la Clínica Gunemur en La Flota y Cartagena, y la Clínica Delta Médica en Murcia y Lorca. Para abortos entre las semanas quince y veintidós, estaba el Instituto Ginecológico de Murcia en La Flota. No existían clínicas privadas para derivar a las mujeres que necesitaban un aborto después de la semana veintidós. En mayo de 2023, la región firmó un acuerdo con cinco clínicas para poder proporcionar servicios para abortar.

#### Impacto de las reformas de la ley nacional del aborto de 2022 en Murcia
Del 2 de marzo de 2022 al 10 de abril de 2022, la asociación católica 40 días por la vida organizó eventos fuera de los centros sanitarios que realizaban interrupciones voluntarias del embarazo en ciudades de toda España, incluida la ciudad de Murcia. Lo hicieron a pesar de un cambio en el Código Penal aprobado el 3 de febrero de 2022 que castigaba a las personas que acosaban a mujeres que buscaban abortar. El castigo por acosar a las mujeres en esta nueva ley incluye penas de prisión.
El Ministerio de Igualdad envió una carta al Gobierno regional en mayo de 2023 para recordarles que los cambios en la ley del aborto en febrero de 2022 implicaban que todos los hospitales públicos debían contar con médicos que estuvieran dispuestos a realizar un aborto y que las unidades de ginecología de estos hospitales no podían contar únicamente con objetores de conciencia. El Ministerio de Igualdad dijo al Gobierno regional que, si era necesario, debían contratar médicos que realizaran procedimientos de interrupción voluntaria del embarazo si no hubiera ninguno en plantilla. La ley establece que se garantiza a las mujeres el acceso a servicios de aborto hasta la semana catorce en un centro de salud público cercano a su hogar.

#### Estadísticas
En 2019, la tasa de interrupciones voluntarias del embarazo por cada 1.000 mujeres residentes de quince a cuarenta y cuatro años en la región fue de 12,07. El año anterior, en 2018, la tasa fue del 11,68. La media nacional en España en 2019 fue de 11,53 y en 2018 fue de 11,12.
En 2021, Murcia no comunicó ningún aborto en la sanidad pública, y no ha comunicado ningún aborto desde 2015. Hubo un error en los informes de datos sobre abortos en la Región de Murcia en 2021. Si bien según la autoridad sanitaria regional, se realizaron nueve abortos en Murcia, solo uno fue informado al Ministerio de Sanidad.
En España se produjeron 88.629 abortos en 2022, de los cuales 3.232 se produjeron en la Región de Murcia.  En 2022, hubo 12,56 interrupciones voluntarias del embarazo por cada 1.000 mujeres en la región. Se trata de una tasa del 11,25%, superior a la media nacional del 10,33%, entre las mujeres de quince a cuarenta y cuatro años. La mayoría de ellos, el noventa y uno por ciento, se realizaron a petición de la mujer antes de la semana catorce de embarazo. La mayoría de los embarazos que terminaron en aborto ese año fueron resultado de embarazos no planificados. En 2022 se produjeron 444 interrupciones voluntarias del embarazo en mujeres menores de 20 años.
En 2020, más del doce por ciento de los abortos realizados en Murcia involucraron a menores de diecinueve años o menos. Más del cincuenta y siete por ciento de las mujeres que abortaron en Murcia en 2020 no habían utilizado ningún método anticonceptivo antes de quedar embarazadas.
| CCAA                 | % de denegaciones | % de aprobaciones | Ref     |
| -------------------- | ----------------- | ----------------- | ------- |
| Galicia              | 25.0              | 75.0              | [ 106 ] |
| Murcia               | 22.2              | 77.8              | [ 106 ] |
| Cataluña             | 18.2              | 81.8              | [ 106 ] |
| Extremadura          | 16.7              | 83.3              | [ 106 ] |
| Madrid               | 14.6              | 85.4              | [ 106 ] |
| Islas Canarias       | 9.1               | 90.9              | [ 106 ] |
| Andalucía            | 8.6               | 91.4              | [ 106 ] |
| Comunidad Valenciana | 3.3               | 96.7              | [ 106 ] |
| La Rioja             | 0.0               | 100.0             | [ 106 ] |